# Mljet
Mljet (udtales [mʎɛ̂t]; latin: Melita, italiensk: Meleda) er den sydligste og østligste af de større øer i  Adriaterhavet i Dalmatien-regionen i Kroatien. Mljet Nationalpark omfatter den vestlige del af øen, Veliko jezero, Malo jezero, Soline Bay og et 500 meter bredt havbælte fra det mest fremtrædende næs på Mljet, der dækker et område på 54 km2. De centrale dele af parken er Veliko jezero med øen St. Mary, Malo jezero og landsbyerne Goveđari, Polače og Pomena.

## Befolkning
Ifølge folketællingen i 2011 har Mljet en befolkning på 1.088. Etniske kroater udgør 97,33% af befolkningen.

## Historie
Mljet blev opdaget af antikke græsk-romerske geografer, som skrev de første optegnelser og beskrivelser. Øen blev først beskrevet af Scylax af Caryanda i det 6. århundrede f.Kr. andre foretrækker teksten, Periplus of Pseudo-Scylax. I begge tekster er det navngivet Melite og støttet af Apollonius af Rhodos. Agathemerus og Plinius den Ældre kalder øen Melita.
Agesilaus af Anaxarba i Kilikien, Oppians far, blev forvist til Mljet af den romerske kejser Septimius Severus (145-211 e.Kr.) (eller til Malta af Lucius Verus).
Mljet nævnes omkring 950 af den byzantinske kejser Konstantin 7. Porphyrogenitos i hans Of Ruling an Empire som en af de øer, som narentinerne holdt. Øen var ofte en kontrovers om ejerskab mellem dem og Zachlumia. Gamle grækere kaldte øen "Melita" eller "honning ", som gennem århundreder udviklede sig til at blive det slaviske navn, Mljet (udtales [mʎɛt]).
Mljet er blevet betragtet som den "Melita", som Paulus strandede på (Apostlenes Gerninger 27:39-28:11), denne opfattelse blev først fremlagt i det 10. århundrede af den østromerske kejser Konstantin Porphyrogenitus. Paulus' skibsvrag er almindeligvis  placeret på middelhavsøen Malta. Mljet og Malta havde samme navn i de græske og romerske kilder; omtalen af en hugorm i ApG 28:3-5 mentes at være til fordel for Mljet (der er slanger på både Mljet og Malta, men kun den førstnævnte er hjemsted for en giftig slange). En havn opkaldt efter helgenen findes på begge øer.
Benediktinerne fra Pulsano i Apulien blev feudale herrer på øen i 1151, efter at de kom fra Monte Gargano i Italien. De kom i land i Sutmiholjska-bugten, og i 1187-1198 byggede og donerede den serbiske prins Desa af huset Vojislavljević kirken og klosteret Sankt Mary på holmen i den store sø (Veliko Jezero) mod den nordvestlige ende af øen. Pave Innocens 3. udstedte et dokument, der indviede kirken i 1198.
Benediktinerne gav afkald på deres styre over Mljet i 1345 og beholdt kun en tredjedel af landet. Øen fik en statut og blev en kommune i Babino Polje. Den blev formelt annekteret af republikken Ragusa i 1410. Ifølge kontrakten med benediktinerne skulle kommunen betale 300 personer hvert år.
I det 16. århundrede var klostret centrum for Mljet-kongregationen (Congregatio Melitensis eller Melitana), der samlede alle benediktinermunkenes klostre i området i republikken Ragusa. Den første præsident for kongregationen var Mavro Vetranović, abbeden for Mljet-klostret og den berømte digter. En anden stor digter var abbed der - Ignjat Đurđević i det 18. århundrede. Som tiden gik, mistede benediktinerklosteret på Mljet sin betydning, mens sædet for Mljet-kongregationen flyttede til Sveti Jakov nær Ragusa. 
I 1809, under Napoleons styre, blev Mljet-klosteret opløst. Da Østrig overtog øen, placerede det skovforvaltningen i bygningen. Mellem verdenskrigene var bygningen ejet af Ragusa (Dubrovnik) bisperåd. I 1960 blev det et hotel, og i 1998 blev det overdraget til bisperådet igen. Øen har en lang historie med øko-skader. For at lette deres transportproblemer gravede munkene en kanal til sydkysten, fra søen Veliko Jezero, og forvandlede dermed begge ferskvandssøer til havvandsbaserede. 
Den anden hændelse involverer manguster. Små indiske mangustere blev introduceret til øen i begyndelsen af det 20. århundrede for at reducere bestanden af giftige slanger. Mens mangusterne fuldførte denne opgave, udrydede de også det meste af fuglelivet på øen. Den dag i dag mangler øen især levende hegnsfugle, såsom spurve. Manguster er en fare for tamfjerkræ og er også kendt for at forårsage skade i vinmarker og frugtplantager.

## Geografi
Mljet ligger syd for Pelješac-halvøen, hvorfra den er delt af Mljet-kanalen. Den er 37 km lang, og har en gennemsnitlig bredde på 3,2 km. Den er af vulkansk oprindelse, med talrige kløfter, hvoraf den længste, Babino Polje, forbinder den nordlige og sydlige del af øen. Port Polače, den vigtigste havn i nord, er en anløbshavn for turistfærger. 
Den nordvestlige del af øen omfatter en indre sø med en lille ø. Det har været en nationalpark siden 12. november 1960. Over 84% af øen, 98,01 km   er skov.  Øens geologiske struktur består af kalksten og dolomit, der danner højdedrag, kamme og skråninger. Nogle få lavninger på øen Mljet ligger under havoverfladen og danner ikke-permanente braksøer kendt som blatine ("mudder-søer") eller slatine ("salt-søer").